# Frente Amplio (Uruguay)
Die Frente Amplio (FA, spanisch für Breite Front) ist ein linkes Parteienbündnis in Uruguay, dem etwa 40 verschiedene Parteien und Organisationen angehören. Es wurde am 5. Februar 1971 gegründet. Die früheren Präsidenten Uruguays José Mujica (2010–2015) und Tabaré Vázquez (2005–2010 und 2015–2020) wurden durch das Parteienbündnis gestellt. Der amtierende Präsident Yamandú Orsi (seit 2025) gehört ebenfalls der Frente Amplio an.
Die stärksten Mitgliedsorganisationen sind die aus den Tupamaros um Mujica hervorgegangene Movimiento de Participación Popular, die Gruppierung Espacio 90, in der auch die Partido Socialista del Uruguay Mitglied ist, und die Gruppe Asamblea Uruguay, die wie letztere ebenfalls eine Mitte-links-Orientierung einnimmt. Die ehemals starke Partido Comunista de Uruguay gehört ebenfalls zur FA, die somit einen Großteil der Linken des Landes von der Sozialdemokratie und vom linken Flügel der Christdemokratie bis hin zu verschiedenen Organisationen der radikalen Linken vereint.